# Aldo Parena
Aldo Parena (Asti, 15 luglio 1919 – Milano, 5 novembre 2003) è stato un calciatore italiano, di ruolo difensore.

## Caratteristiche tecniche
Giocava come terzino destro.

## Carriera
Ha disputato quattro campionati di Serie A a girone unico a cavallo della seconda guerra mondiale con Liguria e Vicenza con 106 presenze all'attivo e una rete in occasione del successo interno del Vicenza sul Napoli del 21 marzo 1948, oltre all'anomalo 1945-1946.
Nel 1945 era nella rosa della Liguria che partecipò alla Coppa Città di Genova che nei primi mesi di quell'anno sostituì il normale campionato a causa degli eventi bellici che sconvolgevano l'Europa in quel periodo. La competizione fu vinta dal Genoa che sorpassò all'ultima giornata i liguriani.
Ha inoltre all'attivo 54 presenze in Serie B, sempre con le maglie di Liguria (con cui si è aggiudicato il campionato cadetto nella stagione 1940-1941) e Vicenza.

## Palmarès

### Club

#### Competizioni nazionali
- Serie B: 1

Liguria: 1940-1941